# Ducula
Ducula es un género de aves columbiformes de la familia Columbidae que incluye numerosas especies de palomas tropicales conocidas vulgarmente como dúculas o palomas imperiales.

## Especies
El género Ducula incluye 39 especies:
- Ducula poliocephala - dúcula ventrirrosa;
- Ducula forsteni - dúcula de Forsten;
- Ducula mindorensis - dúcula de Mindoro;
- Ducula radiata - dúcula colibarrada;
- Ducula carola - dúcula de Carlota;
- Ducula aenea - dúcula verde;
- Ducula nicobarica - dúcula de Nicobar;
- Ducula perspicillata - dúcula de anteojos;
- Ducula neglecta - dúcula de Ceram;
- Ducula concinna - dúcula coliazul;
- Ducula pacifica - dúcula del Pacífico;
- Ducula oceanica - dúcula de Micronesia;
- Ducula aurorae - dúcula de las Sociedad;
- Ducula galeata - dúcula de las Marquesas;
- Ducula rubricera - dúcula cerarroja;
- Ducula myristicivora - dúcula ceranegra;
- Ducula rufigaster - dúcula ventrirrufa;
- Ducula basilica - dúcula moluqueña;
- Ducula finschii - dúcula de Finsch;
- Ducula chalconota - dúcula capuchina;
- Ducula pistrinaria - dúcula insular;
- Ducula rosacea - dúcula rosácea;
- Ducula whartoni - dúcula de la Christmas;
- Ducula pickeringii - dúcula gris;
- Ducula latrans - dúcula ladradora;
- Ducula brenchleyi - dúcula de las Salomón;
- Ducula bakeri - dúcula de Nuevas Hébridas;
- Ducula goliath - dúcula goliat;
- Ducula pinon - dúcula de Pinon;
- Ducula melanochroa - dúcula negra;
- Ducula mullerii - dúcula acollarada;
- Ducula zoeae - dúcula de Zoé;
- Ducula badia - dúcula dorsicastaña;
- Ducula lacernulata - dúcula dorsioscura;
- Ducula cineracea - dúcula de Timor;
- Ducula bicolor - dúcula bicolor;
- Ducula luctuosa - dúcula lustrosa;
- Ducula spilorrhoa - dúcula australiana;
- Ducula subflavescens - dúcula amarillenta;
- Ducula oenothorax - dúcula de Enggano.[2]